# Crassula anso-lerouxiae
Crassula anso-lerouxiae (van Jaarv., 2018), è una pianta succulenta appartenente alla famiglia delle Crassulaceae, endemica della Provincia del Capo Occidentale, in Sudafrica. Nello specifico è diffusa nell'area del Karoo succulento compresa tra le città di Worcester e di Robertson.
Si tratta di una specie scoperta recentemente, tanto da essere stata classificata da Ernst van Jaarsveld solo nel 2018.

## Descrizione
C. anso-lerouxiae è una pianta perenne che forma densi cespugli alti circa 20 centimetri, 35 cm ad infiorescenze sviluppate, e presenta radici fascicolate. I rami succulenti, a portamento sia strisciante che ascendente, misurano circa 6-7 millimetri di diametro, e presentano ogni 12–15 mm degli internodi. Sono inoltre densamente ricoperti da bianche ciglia ricurve, lunghe 5 mm, aderenti alla superficie e rivolte verso il basso.
Le foglie succulente sono sessili, dalla forma lineare-lanceolata, leggermente angolate di lato ed unite alla pianta attraverso un picciolo indistinto. Misurano 3–5 cm in lunghezza per 1-1,5 cm in larghezza, sono di colore verde chiaro e forma leggermente convessa, hanno inoltre un aspetto ruvido a causa delle ciglia ricurve, presenti anche su queste. Gli idatodi sono indistinti e difficilmente individuabili, il margine ha forma subacuta e le estremità ottuse.
Le infiorescenze a tirso si sviluppano in posizione terminale tra dicembre e gennaio (in habitat) e sono unite alla pianta mediante un peduncolo lungo circa 10–25 cm e con diametro di 5 mm. All'apice questo ramifica in numerose dicasia, fino ad 11 in tutto, sulle quali si sviluppano i piccoli fiori di colore bianco. La pianta presenta anche, alla base dell'infiorescenza, un paio di brattee lunghe 6 mm e larghe 3 mm, oltre che altre coppie di brattee più piccole poste più in alto sul peduncolo.
Il calice è formato da 5 sepali triangolari, di forma oblunga e che misurano 2 mm di lunghezza per 1,5 mm in larghezza. Sono circondati da ciglia ascendenti e hanno apice da ottuso a subacuto. La corolla è invece di forma tubolare, lunga 3 mm e larga 2 mm, formata da 5 petali fusi tra loro alla base. Questi sono panduriformi, ascendenti, lunghi circa 3 mm e presentano un'appendice sferica in posizione terminale. Le antere, di colore verde-giallastro, si trovano su dei filamenti lunghi 1 mm.